# Aleksandr Ivanchenkov
Aleksandr Sergeyevich Ivanchenkov (Александр Сергеевич Иванченков, Ivanteyevka, 28 de setembro de 1940) é um ex-cosmonauta soviético que voou como engenheiro de voo na Soyuz 29 e na Soyuz T-6. Ele passou 147 dias, 12 horas e 37 minutos no espaço.
Foi selecionado cosmonauta em 27 de março de 1973 e se aposentou no dia 3 de novembro de 1993.